# SV Einheit 1875 Worbis
SV Einheit 1875 Worbis is een Duitse omnisportclub uit Leinefelde-Worbis, Thüringen. De club is actief in darts, handbal, voetbal, turnen, badminton, zwemmen, schaken, atletiek, tafeltennis, gymnastiek, volleybal, tennis en kegelen. Worbis was tot 2004 een zelfstandige gemeente.

## Voetbal
Op 19 juni 1911 stichtte de Männerturnverein 1875 Worbis de voetbalafdeling. Na de Eerste Wereldoorlog werd de voetbalafdeling zelfstandig onder de naam VfB Worbis. de club ging in de nieuwe competitie van Eichsfeld spelen. De competitie werd in 1920 een onderdeel van de Midden-Duitse voetbalbond, maar werd pas in 1927 verheven tot hoogste klasse. De club werd drie jaar op rij laatste, maar omdat de competitie telkens met een team uitgebreid werd ontliepen ze twee keer de degradatie. 
Van 1938 tot aan het einde van de Tweede Wereldoorlog stelde de club enkel een jeugdteam op. Na de oorlog werd de club heropgericht als SG Worbis. In 1952 werd de club een BSG en nam de naam BSG Einheit Worbis aan. In 1965 promoveerde de club naar de Bezirksklasse, de vierde klasse, maar moest na één jaar weer een stap terugzetten. Worbis degradeerde zelfs twee keer op rij, maar kon dan ook meteen weer promoveren. Na een nieuwe degradatie in 1978 speelde de club enkel nog in de 2. en 3. Kreisklasse.
Na de Duitse hereniging nam de club de naam SV Einheit 1875 Worbis aan.